# Østermarie Kirke
Østermarie Kirke ligger i den sydlige udkant af Østermarie på Bornholm, ca. 8 km vest for Svaneke. Kirken er en af øens største med siddepladser til 350. Der må i alt være 400 i kirken.
Ved siden af den findes Østermarie kirkeruin, som var den tidligere kirke i byen, men som man begyndte at rive ned i 1800-tallet.